# Oh Father
Oh Father ist ein Popsong der US-amerikanischen Sängerin und Songwriterin Madonna aus ihrem vierten Studioalbum Like a Prayer. Es wurde am 24. Oktober 1989 bei Sire Records als vierte Single des Albums veröffentlicht. Es wurde im Großbritannien jedoch nicht als Single herausgebracht, bis zum 31. Dezember 1995, als es auf dem Balladen Album Something to Remember aus dem Jahre 1995 erschien.

## Entstehung und Rezeption
Oh Father wurde von Madonna und Patrick Leonard geschrieben und auch von den beiden produziert.
Das Lied debütierte am 11. November 1989 auf Platz 55 in den Billboard Hot 100. Es wurde Madonnas erste Single seit Holiday aus dem Frühjahr 1984, die die Top Ten der US-Charts verfehlt. Die Höchstplatzierung war Platz 20 in der Woche zum 30. Dezember 1989. Mit diesem Lied beendete Madonna ihre Serie von 16 aufeinander folgenden Top-5-Hits und 17 Top-Ten-Hits in den USA.
Außerhalb der USA war die Single nur ein mittelmäßiger Erfolg. Es ist bis heute Madonnas erfolgloseste Single in Australien, wo der Song nur Platz 59 erreichte; damit beendete sie ihre Serie von 20 Top-40-Hits. In Frankreich schaffte es die Single auf Platz 26.
Oh Father wurde bis zum 25. Dezember 1995, als das Lied auf der Kompilation Something to Remember erschien, nicht als Single in Großbritannien und Irland herausgebracht. Das Lied erreichte Platz 16 in den britischen Charts und Platz 25 in Irland sowie Platz sechs in Italien und Finnland.
Ende 1989 erschien die Single auch in Südafrika, schaffte es aber nicht in die Charts. Bei der erneuten Veröffentlichung im Dezember 1995 wurde es jedoch ein Nummer-eins-Hit und erreichte für zwei Wochen Platz 1.

## Musikvideo
Das Musikvideo wurde in der letzten Oktoberwoche 1989 in den Culver Studios in Culver City gedreht. Regie führte David Fincher. Das Musikvideo wurde in schwarz-weiß gedreht und ist vom Orson Welles Film Citizen Kane inspiriert. Die Weltpremiere des Videos war am 11. November 1989 bei MTV.
Das Musikvideo wurde vom Magazin Rolling Stone als eines der „The 100 Top Music Videos“ mit Platz 66 ausgezeichnet. Das Musikvideo ist auf Madonnas Videoalbum The Immaculate Collection (1990) DVD/VHS enthalten. In einem Interview bei einem MTV Special im Jahre 1990 mit Kurt Loder unter dem Titel Breakfast with Madonna beschrieb es Loder als das „beeindruckendste Musikvideo“. Dann fragte er Madonna, ob ihr Vater, Silvio Ciccone, das Musikvideo gesehen hätte. Madonna antwortete: „Um dir die Wahrheit zu erzählen, ich weiß nicht, ob er es gesehen hat. Ich habe irgendwie Angst zu fragen.“
- Regisseur: David Fincher
- Produzent: Tim Clawson
- Kamera: Jordan Cronenweth
- Schnitt: James Haygood
- Produktionsgesellschaft: Propaganda Films

## Liveauftritte
Madonna sang das Lied 1990 auf ihrer Blond Ambition Tour. Bei der Darbietung kniete sie auf einem Altar.

## Charts
| ChartsChartplatzierungen       | Höchstplatzierung | Wochen |
| ------------------------------ | ----------------- | ------ |
| Vereinigtes Königreich (OCC)   | 16 (10 Wo.)       | 10     |
| Vereinigte Staaten (Billboard) | 20 (13 Wo.)       | 13     |

## Coverversionen
- Die Londoner Alternative-Band My Vitriol veröffentlichte 2001 eine Rockversion von Oh Father auf ihrer CD-Single Grounded.
- Giant Drag veröffentlichte eine Coverversion im Rock- und Folk-Stil.
- Im Jahr 2010 coverte Sia das Lied auf ihren Album We Are Born.